# IC 1633
IC 1633 је елиптична галаксија у сазвјежђу Феникс која се налази на листи објеката дубоког неба у Индекс каталогу.
Деклинација објекта је - 45° 55' 53" а ректасцензија 1h 9m 55,5s. Привидна величина (магнитуда) објекта IC 1633 износи 11,4 а фотографска магнитуда 12,4. IC 1633 је још познат и под ознакама ESO 243-46, FAIR 683, AM 0107-461, DRCG 40-26, PGC 4149.